# Jean-Yves Le Gallou
Pour les articles homonymes, voir Le Gallou.
Ne doit pas être confondu avec Jean-Yves Le Gall.
Jean-Yves Le Gallou, né le 4 octobre 1948 dans le 14e arrondissement de Paris, est un essayiste, haut fonctionnaire, homme politique et théoricien politique français d'extrême droite.
Membre du Groupement de recherche et d'études pour la civilisation européenne (GRECE) en 1969, il cofonde en 1974 le Club de l'horloge avec notamment Yvan Blot et Henry de Lesquen. Après quelques années passées à l'Union pour la démocratie française (UDF), il élabore le concept de « préférence nationale » et rejoint le Front national (FN) avec Bruno Mégret en 1985. Il participe avec ce dernier à la scission du FN en 1998 et rejoint la même année le Mouvement national républicain (MNR) aux côtés de Pierre Vial et Jean-Claude Bardet.
Il est président du groupe FN puis MNR au conseil régional d'Île-de-France de 1986 à 2004, et député européen de 1994 à 1999.
En 2003, il crée la fondation identitaire Polémia, cercle de réflexion essentiellement actif sur internet (notamment dans le domaine de la « réinformation ») et organisatrice de la cérémonie annuelle des Bobards d'or.
Lors d'un déjeuner avec quatre amis : Philippe Conrad, Bernard Lugan, Fabrice Lesade et Dominique Venner, ce dernier leur demandera de créer ce qui deviendra l'Institut Iliade. Dans la journée Dominique Venner se suicidera au sein de la cathédrale Notre-Dame de Paris.

## Biographie

### Formation
Lauréat du concours général en géographie et en histoire, fils du comptable René Le Gallou, Jean-Yves René Roger Le Gallou est diplômé d'études supérieures en économie et de l'Institut d'études politiques de Paris (section Service public, promotion 1969), et ancien élève de l'École nationale d'administration (promotion Simone-Weil, 1974).

### Carrière professionnelle
Issu du corps des administrateurs civils, membre ensuite de l'Inspection générale de l'administration[Quand ?], il devient inspecteur général de l'administration en 2007.
Il est par ailleurs maître de conférences à l'Institut d'études politiques de Paris de 1977 à 1983.
Il prend sa retraite en 2014.

### Premiers engagements
Il explique s'être engagé « en réaction » à Mai 68. Dès 1969, il adhère au GRECE, dont il anime une structure, à l'IEP de Paris : le Cercle Pareto (lequel est alors basé à son domicile de Colombes). Au sein de cet établissement, il est également chargé d'un groupe d'étude sur le thème des éléments constitutifs de l'unité européenne. Il quitte la tête du Cercle Pareto en 1971 pour se préparer à l'ENA, laissant la place à Guillaume Faye.
Responsable de l'unité régionale Paris-Île-de-France du GRECE de janvier à septembre 1973, il participe en mai de la même année au séminaire régional du GRECE en Île-de-France, sous le pseudonyme « Jean-Yves Ménebray »,. De fait, Philippe Lamy remarque que durant cette période, « [il] a laissé peu d’écrits et a su rester discret », se contentant d'un article sur les thèses d'Alfred Korzybski dans Nouvelle École en 1972 — revue dont il est chargé de la promotion.
Il dément avoir milité au Groupe union défense, comme l'avancent certains auteurs, jugeant toutefois qu'une telle appartenance « n'aurait rien de déshonorant ».
Sans rompre avec le GRECE — qu'il « continue[ra] de fréquenter épisodiquement » —, il rencontre Henry de Lesquen, dans le cadre d'une discussion sur la peine de mort lors d'un séjour de promotion de l'ENA à Font-Romeu, en 1972, et développe avec lui l'idée d'une organisation distincte. Il prépare dès lors la création du Club de l'horloge, présentée à l'origine comme un « Club ENA ». En 1973, il se rend avec Yvan Blot et Bernard Mazin chez Alain de Benoist pour le convaincre de s'engager dans la voie de l'action politique directe, mais celui-ci refuse catégoriquement.
Bien qu'il ne soit pas présent à la réunion fondatrice, le 10 juillet 1974 (il est mentionné, ce jour-là, comme « excusé »), il est présenté, avec Jean-Paul Antoine, Yvan Blot, Henry de Lesquen, Didier Maupas et Bernard Mazin, comme l'un des six créateurs du Club de l'horloge, dont il devient le premier secrétaire général.
Il s'engage d'abord à l'UDF. Au début des années 1980, il appartient au cabinet d'Alain Griotteray et au comité directeur du Parti républicain, principale composante de l'UDF. Il aide Griotteray à rédiger ses ouvrages, Lettre aux giscardo-gaullistes (1980), La Fraude électorale de la gauche (1983) et Les Immigrés : le choc ! (1984).
À l'hiver 1981, il cosigne dans Éléments une tribune intitulée « Pour une alternative au socialisme ».
En novembre 1983, il devient adjoint à la culture de Patrick Devedjian, nouveau maire d'Antony ; il le reste jusqu'en 1985. Il est alors l'un des principaux animateurs, avec Jean-Paul Hugot, François-Georges Dreyfus et Bernard Mérigot, de l'Association des élus pour la liberté de la culture, formée par des élus de droite, qui s'opposent à la politique menée par Jack Lang, ministre de la Culture.
En 1985, il est l'un des fondateurs de la Fondation pour la recherche sur les administrations publiques (FRAP), devenue l'Institut français pour la recherche sur les administrations publiques (IFRAP)[réf. souhaitée].

### Cadre du Front national
Patrick Devedjian retire à Jean-Yves Le Gallou sa délégation à la Culture à la mairie d'Antony après la participation de celui-ci à une université du Front national.
Ayant adhéré au FN en 1985, Jean-Yves Le Gallou est le premier énarque à rejoindre ce parti,. Il devient rapidement l'un des principaux théoriciens du FN, auquel il apporte notamment le concept de « préférence nationale », qui est dès lors un élément-clé du programme du parti. D'après le politologue Jean-Yves Camus, « l'absence de volonté de l'opposition de droite de préconiser cette mesure semble être une des raisons qui ont amené son concepteur à s'engager au FN ». Selon l'universitaire Gilles Ivaldi, son engagement au FN s’inscrit dans « la perspective plus ou moins avouée de favoriser l’établissement de passerelles entre l’extrême droite et les partis de la droite parlementaire ».
Pour les élections législatives de 1986, il participe à la rédaction du programme du FN, qu'il coordonne avec Bruno Gollnisch,,. En 1986, il est candidat à la députation dans les Hauts-de-Seine, en deuxième position derrière Jean-Pierre Stirbois[réf. souhaitée], mais n'est pas élu. Il est cependant secrétaire général du groupe parlementaire FN de 1986 à 1988. Au second tour des élections législatives de 1988, pour lesquelles le scrutin majoritaire est rétabli, il est battu dans la première circonscription des Hauts-de-Seine (Colombes, Gennevilliers, Villeneuve-la-Garenne).
De 1986 à 1999, il est président du groupe FN au conseil régional d'Île-de-France,. En tant que secrétaire national du FN chargé des élus, il met en place en 1989 une association d’élus destinée à coordonner le travail des conseillers municipaux du FN. La même année, il est élu conseiller municipal de Colombes ; il conserve ce mandat jusqu'en 2001. En janvier 1998, il est chargé des affaires européennes dans le contre-gouvernement du FN supervisé par Jean-Claude Martinez.
Plusieurs fois poursuivi dans les années 1990, notamment par le Mouvement contre le racisme et pour l'amitié entre les peuples (MRAP) au titre de la loi Gayssot, Jean-Yves Le Gallou obtient toujours gain de cause,,.
Élu député européen lors des élections de 1994, il siège au sein des commissions des budgets et du contrôle budgétaire. Il reste parlementaire européen jusqu’à la fin de la IVe législature, en 1999.

### Au Mouvement national républicain
Proche de Bruno Mégret, il participe en 1998 à la scission du FN qui donne naissance au MNR. En janvier 1999, il obtient le poste de délégué général du nouveau FN-MN mégrétiste, qui deviendra le MN puis le MNR. Partisan de la préférence nationale, le MNR entend opposer un projet d’« immigration zéro » face à l’« invasion », et faire face à ce que Jean-Yves Le Gallou et Jean-François Galvaire désignent, lors de la seconde université du mouvement à Plomelin en août 2000, comme une « véritable guerre raciale […] qui menace les tréfonds de notre civilisation ». À la fin de l’année 2002, Jean-Yves Le Gallou renonce à ses responsabilités au sein du parti tout en en demeurant membre, et reste jusqu'en 2004 président du groupe MNR au conseil régional d'Île-de-France,.

### Activisme à l'extrême droite radicale
En décembre 2002, il crée la Fondation Polémia avec notamment Xavier Caïtucoli, Grégoire Dupont-Tingaud et Philippe Schleiter, autres anciens du MNR,,. Il organise dans ce cadre chaque année, à Paris, la cérémonie des Bobards d'or, événement visant à discréditer les journalistes et leur travail, et les Journées de la dissidence.
David Doucet et Dominique Albertini notent ainsi que « Le Gallou a délaissé la bataille électorale pour le « combat culturel » au début des années 2000. Il fait depuis figure d'intellectuel organique pour l'extrême droite identitaire ». Sa fondation Polémia est pour lui « un moyen de créer des passerelles entre mouvements et personnalités de l'extrême droite » ; lui-même se donne pour devise : « Dissidents de toutes tendances, unissez-vous ».
De novembre 2007 à 2016, il est le coordonnateur du Bulletin de réinformation quotidien de Radio Courtoisie[réf. souhaitée]. Brouillé avec Henry de Lesquen, il déclare que celui-ci « n'a jamais été très facile de rapport », et que « ça semble s'aggraver avec le temps ».
En 2011, il participe à l'université d'été du Bloc identitaire, qui se tient dans la Domus Europa, à Roquefavour.
Il prétend avoir trouvé l'idée du site Boulevard Voltaire, qu'il aurait soufflée à Robert Ménard à l'occasion d'une réunion de Polémia.
En 2012, il s'associe au projet « Notre antenne », porté par Gilles Arnaud et Philippe Milliau. Avec Yvan Blot, il pousse Milliau à refuser tout financement russe et à s'orienter vers un autre modèle. TV Libertés naîtra en 2014 ; il y anime une émission de critique des médias nommée I-media . Le 20 juin de la même année, il cofonde, avec Philippe Conrad et Bernard Lugan, l'Institut Iliade, qui se veut « dans la continuité de la pensée et de l'action de Dominique Venner ». Selon Jean-Yves Camus, il s'agit d'« une école de formation de cadres bien plus efficace que l’ISSEP de Marion Maréchal ».
Il lance en octobre 2012 l'« Observatoire des journalistes et de l'information médiatique » (OJIM, devenu « Observatoire du journalisme » en 2017) avec Claude Chollet,,,.
Dominique Albertini relève qu'en décembre 2012, Jean-Yves Le Gallou a conseillé Marine Le Pen dans le cadre d’un débat télévisé face à Manuel Valls et qu’« il est arrivé à la présidente du FN de déjeuner avec lui ».
Le 21 mai 2013, Dominique Venner se suicide après avoir déjeuné avec quatre amis proches, dont Le Gallou. Celui-ci prend la parole lors de l'hommage qui est rendu à Venner le 31 mai suivant, et s'attache dès lors à diffuser le message qu'il lui attribue, « retrouver l'identité européenne ». En septembre de la même année, il participe ainsi à l'université d'été de Casapound. Le 24 septembre 2015, il prend la parole lors de la manifestation « contre la déferlante migratoire » organisée à Paris par le parti Souveraineté, identité et libertés (SIEL).
Il est membre des Horaces, think tank proche du Rassemblement national, lors des débuts du think tank.
En 2022, StreetPress le présente comme « un hyperactif de l’extrême droite radicale », « un ténor de la mouvance qui parle avec (presque) toutes les sensibilités, même les plus extrêmes ».

### Campagne présidentielle d'Éric Zemmour
Critique de la stratégie de dédiabolisation et du « politiquement correct » de Marine Le Pen, Jean-Yves Le Gallou soutient Éric Zemmour pour l'élection présidentielle de 2022, estimant que l’éditorialiste pourrait rassembler un plus large électorat, touchant des électeurs LR, des identitaires et des abstentionnistes. En janvier 2022, il rejoint le comité politique de la campagne d'Éric Zemmour,. Deux de ses très proches obtiennent des postes stratégiques auprès du candidat : Grégoire Dupont-Tingaud, au maillage territorial du nouveau parti Reconquête, et Philippe Schleiter, à la préparation des élections législatives. Pour Jean-Yves Camus, ce soutien apporté par Le Gallou et la Nouvelle Droite ne vise pas tant à une victoire électorale immédiate, qu'à une « guerre culturelle » devant permettre l'union des droites autour d'un Rassemblement national déclinant les idées libérales-identitaires de Marion Maréchal, et à convaincre le public de droite des « dangers de l’immigration » et par conséquent de la nécessité d'une « remigration ».

### Vie privée
Il est l'époux d'Anne-Laure Blanc, fille de l'ancien Waffen-SS Robert Blanc, candidate FN aux élections législatives de 1988 dans la 13e circonscription des Hauts-de-Seine, ancienne responsable de Terre et Peuple, présidente de Solidarité pour tous, trésorière de la section Île-de-France du groupe scout d'extrême droite Europe-Jeunesse, et autrice de livres pour enfants.
Ils ont quatre fils (qui ont participé à Europe-Jeunesse) ; parmi ceux-ci figurent Aymeric Le Gallou-Blanc, actionnaire de La Patrouille de l'événement (société d’événementiel aux actionnaires issus de l'extrême droite) ; et Philippe Le Gallou, dit Philippe Blanc, auteur du jeu Jean-Marie lui ayant valu une condamnation pour « atteinte à la vie privée » en 1996, et candidat aux élections législatives de 2012 dans la 9e circonscription des Hauts-de-Seine pour le Parti pirate.
Une de ses petites-nièces est Sighild Blanc, l’épouse de Frédéric Chatillon.
Il a pris part à des cérémonies païennes, notamment au solstice d'été [source insuffisante]. Ainsi, en 2022, Streetpress voit en lui un « ancien païen ». Il pratique par ailleurs l'alpinisme.

## Idées et prises de position
D'après David Doucet et Dominique Albertini, il est « en son temps un représentant de la tendance néopaïenne au sein du Front national ».
Selon certains observateurs, Jean-Yves Le Gallou appartient à la « mouvance identitaire et « ethno-différencialiste » » de « l'extrême droite française ». Il est à l’origine de la fondation Polémia, qui, à sa création, aurait déclaré vouloir « affirmer sans complexe la supériorité de la civilisation européenne » et donner aux « Euro-Français » des « armes de reconquête intellectuelle, politique et morale ». La fondation Polémia ne reconnaît cependant pas la paternité de ces citations et rappelle, en réponse à ces affirmations, son manifeste paru en 2002, intitulé : Pourquoi Polémia ?. La Fondation Polémia défend la thèse du grand remplacement et proclame, dans un article publié en 2019, que « l’identité d’un peuple, c’est sa génétique », ce que Laurent de Boissieu analyse comme « un réductionnisme biologique primaire ». Jean-Yves Le Gallou est partisan de la remigration, s'étant exprimé à ce sujet lors d'« Assises » organisées par le Bloc identitaire. À l’instar de Guillaume Faye, il estime que l’Europe doit faire face à une « guerre raciale qui menacerait les fondements ethnoculturels de la civilisation européenne », ce qui constitue le socle de sa pensée selon StreetPress, en lien avec une adhésion au « nationalisme blanc » selon l'historien Stéphane François. Le politologue Jean-Yves Camus estime qu’il est l’une des « très rares personnes à l’extrême droite à ne pas être opportuniste » et à « s’être adapté avec le temps sans dévier de sa ligne ».
Pour Valérie Igounet, il présente « un rapport privilégié au négationnisme ». Ami d'Henri Roques, il réagit à l'affaire de la thèse de Nantes en refusant l'« ostracisme à l'égard de ceux qui ont une vision de l'histoire différente de celle dispensée par la pensée officielle, ». Selon Françoise Bernard, secrétaire générale adjointe du groupe FN à l'Assemblée nationale de 1986 à 1988, il aurait, en privé, tenté de « lui prouver, crayon à la main, que les chambres à gaz n'avaient pas existé telles qu'on les avait décrites, et que le nombre de Juifs gazés passés au four crématoire n'avait pas pu être aussi élevé ». En 2010, il signe la pétition de Paul-Éric Blanrue pour l'abrogation de la loi Gayssot et la libération du négationniste Vincent Reynouard, qu'il diffuse sur le site de Polémia.
Opposé au mariage homosexuel, il participe en mai 2013 à un cortège de la Manif pour tous. Lors de la manifestation, il appelle à l'aide de Vladimir Poutine avec d'autres manifestants.
En 2016, il relaye de la propagande pro-Kremlin à propos de la guerre civile syrienne, désinformation affirmant qu'une enfant syrienne victime de bombardements ne serait pas une vraie victime mais une comédienne, photographiée par les Casques blancs afin de manipuler l'opinion, affirmation trompeuse régulièrement démentie,.

## Publications
- Dir., Les Racines du futur : demain la France, Éditions Masson, 1977, 266 p., 24 cm (ISBN 978-2-225-47938-0, BNF 34587418, lire en ligne) — réédition Albatros, 1984 (BNF 34773339).
- Dir., La Préférence nationale : réponse à l'immigration, Éditions Albin Michel, 1985, 270 p., 23 cm (ISBN 978-2-226-02233-2, OCLC 417224939, BNF 36607385).
- Avec Jean-François Jalkh, Être Français cela se mérite, Albatros, 1987, 162 p., 22 cm (BNF 36626346, présentation en ligne).
- Le Livre bleu blanc rouge : plaidoyer pour une région enracinée, Paris, Éditions nationales, 1991, 249 p. (ISBN 2-909178-00-5, BNF 35679827).
- Avec Philippe Olivier, Immigration : le Front national fait le point, Paris, Éditions nationales, 1992, 102 p. (ISBN 2-909178-05-6, BNF 36671047).
- L'Inéluctable Échec de Balladur, Paris, Éditions nationales, 1993, 104 p..
- Rapport d'enquête sur le budget européen, Les Presses bretonnes, 1996, 108-[26], 24 cm (ISBN 978-2-85615-025-2, BNF 35855149, présentation en ligne).
- Le Défi gaulois : carnets de route en France réelle, Libraire nationale, 2000, 196 p., 21 cm (ISBN 978-2-911202-35-3, BNF 37220201, présentation en ligne).
- Dictionnaire de réinformation : cinq cents mots pour la dissidence, Rueil-Malmaison, Polémia, 2010.
- La Tyrannie médiatique : les assassins de l'information, Versailles, Via Romana, 2013, 378 p. (ISBN 979-10-90029-40-8, BNF 43580242).
- Dir., La Désinformation publicitaire, Versailles, Via Romana, 2014, 87 p. (ISBN 978-1-0900-2990-4).
- Avec Michel Geoffroy, Dictionnaire de novlangue : ces 1000 mots qui vous manipulent, Versailles, Via Romana, 2015, 255 p. (ISBN 978-2-37271-018-3).
- Immigration : la catastrophe : que faire ?, Versailles, Via Romana, 2016, 477 p., 21 cm (ISBN 978-2-37271-042-8).
- Européen d'abord : essai sur la préférence de civilisation, Versailles, Via Romana, 2018, 182 p. (ISBN 978-2-37271-103-6).
- Dir., L'Album des Bobards : 10 ans de fake news des médias, Versailles, Via Romana, 2019  (ISBN 978-2-3727-1125-8).
- Manuel de lutte contre la diabolisation, Paris, La Nouvelle Librairie, 2020  (ISBN 978-2-491446-18-5).
- L'Invasion de l'Europe : les chiffres du Grand Remplacement, Versailles, Via Romana, 2020  (ISBN 978-2-37271-170-8).
- La Société de propagande, Paris, La Nouvelle Librairie, 2022  (ISBN 978-2-493898-44-9).
- Mémoires identitaires : 1968-2025 : Les dessous du Grand Basculement, Versailles, Via Romana, 292 p., 2025  (ISBN 978-2372712774).

## Prix
- Prix Jean-Ferré 2017[89].